# 死亡筆記本 (2017年電影)
《死亡筆記本》（英語：Death Note）是一部2017年美國超自然犯罪片，由亞當·溫高德執導，電影改編自大場鶇和小畑健所創作的日本漫畫《死亡筆記本》。由納特·沃爾夫、瑪格麗特·庫利和凱斯·史坦費爾德主演。電影定於2017年8月25日在Netflix上發行。

## 劇情
西雅圖的高中生萊特·透納撿到一本死亡筆記本——一本允許任何人只要透過知道對方的姓名及長相就能殺死對方的筆記本，他在死神路克的慫恿下殺死曾經霸凌自己的學生，以及造成自己母親車禍身亡、卻因為買通陪審團而無罪的肇事主，在與啦啦隊成員米亞分享這個秘密後，他認為自己獲得了可以懲罰罪犯的力量，兩人便聯手用筆記本大規模殺死罪犯，成為了世界知名的連環殺手「奇樂」。萊特的行動受到世界第一偵探L的注意，他透過刻意洩漏罪犯的資料，再交叉比對奇樂的作案時間和警方資料庫的記錄，推斷出奇樂與日本警方有聯繫。
萊特的父親、擔任警察的詹姆斯·透納接下搜查奇樂的工作，他與L的貼身助理渡碰頭。L在直播記者會上挑釁奇樂，並派出FBI探員跟蹤包括萊特在內可能是奇樂的嫌疑人，萊特與米亞便為了是否應殺死阻止奇樂的人而爭執，並因此產生嫌隙。米亞瞞著萊特撕下一頁筆記本，並以此殺死大量FBI探員，使得社會大眾以為奇樂開始對付執法部門，並讓詹姆斯召開記者會公開挑戰奇樂，由於詹姆斯沒有死，L因此推斷萊特是奇樂，並主動找上萊特，兩人正面對彼此宣戰。
為了查出L的本名，萊特操控渡前去取得L過去在紐約受訓時的檔案，並打算在取得名字後銷毀寫有渡的姓名的那一頁，以便饒他一死，L發現渡的行蹤有異便派人跟監萊特，並派紐約辦事處的手下阻止渡。在米亞的計策下，萊特擺脫了跟蹤者並與渡取得連繫，但寫有渡的姓名的頁面已被米亞偷走，渡因此遭紐約辦事處的人殺死，得知死訊的L盛怒地攜槍追殺萊特，卻在得手前被奇樂支持者打昏。
萊特發現米亞背叛了自己，並在筆記本上寫下萊特的姓名，他便著手新的計畫。在萊特透過死亡筆記本的安排下，兩人從摩天輪上雙雙墜下，米亞因而身亡，而寫有萊特姓名的那一頁被燒毀，讓萊特免於一死；而萊特更在事前透過筆記本操控醫生將墜落的自己救起，並操控郵差找回筆記本。L根據萊特透露的線索，在米亞的房間發現筆記本的一頁，他看著萊特與米亞的合照，深思後放下動筆念頭。在故事最後，路克看著萊特，說：「人類果然很有意思」。

## 演員
- 納特·沃爾夫飾演萊特·透納（Light Turner，原作：夜神月）
- 瑪格麗特·庫利飾演米亞·瑟頓（Mia Sutton，原作：彌海砂）
- 凱斯·史坦費爾德飾演L
- 中內保羅（英语：Paul Nakauchi）飾演渡（Watari）
- 希亞·溫漢飾演詹姆斯·透納（James Turner，原作：夜神總一郎）
- 威廉·達佛飾演路克（英语：Ryuk (Death Note)）

## 製作
2007年，馬來西亞報《The Star》報導，十多間電影公司已表示有拍攝《死亡筆記本》電影的興趣。美國製片商眩暈娛樂打算計劃製作，查理·帕拉伯尼得斯和维拉斯·帕拉伯尼得斯將作為編劇，而羅伊·李、道格·戴維森、林暐和布萊恩·維騰則將擔任監製。2009年4月30日，《綜藝》報導，華納兄弟已經獲得2006年日本電影的美國版翻拍權，而原來的編劇和監製則會保留。2009年，柴克·艾弗隆反駁了自己將主演的傳聞。2011年1月13日，透露沙恩·布萊克曾受聘請執導電影，而劇本由安東尼·巴格羅茲和查爾斯·蒙德里撰寫。華納兄弟計劃改變背景故事，主角夜神月使用筆記本是為了復仇而不是為了實現正義，並在故事中刪除死神。布萊克反對此改變。布萊克於2013年受Bleeding Cool網站採訪時，證實自己仍打算執導電影。2014年7月，又傳出葛斯·范·桑取代布萊克擔任導演，而羅伊·李、道格·戴維森、林暐和布萊恩·維騰繼續擔任監製，並由Lin Pictures和眩暈娛樂製作。
2015年4月27日，《好萊塢報導》透露，亞當·溫高德將執導本片，羅伊·李、林暐、傑森·霍夫和岡政偉將擔任監製。2015年9月29日，納特·沃爾夫被選為擔任主角。2015年11月12日，瑪格麗特·庫利加入飾演女主角。製片商聲稱，電影將拍成R級。2016年4月，TheWrap報導，由於華納兄弟給的預算較少，因此製片商打算另找其他好萊塢片商合作，而導演溫高德也願意到別間片商繼續擔任導演。2016年4月6日證實，Netflix已向華納兄弟買下版權，並以4000萬至5000萬美元左右的預算來製作，而劇本則由傑瑞米·史萊特負責。2016年6月，凱斯·史坦費爾德加入劇組。後來，又宣布中內保羅和希亞·溫漢也參演了電影。2016年8月2日，威廉·達佛加入飾演死神路克。

### 選角爭議
就如同其他改編自日本漫畫的好萊塢電影《七龍珠：全新進化》和《攻殼機動隊》一樣，將主角由原作中的亞裔換成其他族裔，特別是白人，引起了爭議。監製羅伊·李和林暐對此表示，他們對《死亡筆記本》的願景一直是黑暗而神秘世界的傑作。且文化、人才和製作團隊的多元反映了他們的信念，此堅守故事概念的主題是不分種族的界限。

### 拍攝
2016年6月30日，電影正式於卑詩省開拍。

## 反響
《死亡筆記本》獲得的評價褒貶不一。爛番茄根據34條評論，新鮮度41％，平均評分為4.8／10。在Metacritic上，電影獲得42分。主要被影評人認為導演亞當·溫高德和演員們表現優異，但劇情的某些地方說服力不足。
原作創作者小畑健和大场鸫公开表示自己喜歡這部電影，大场鸫认为电影的制作品质很高、尤其喜欢影片的结尾；小畑健认为亞當·溫高德以精美的画面和精心营造的惊悚感将本片拍成了一部A级制作的惊悚片。

## 外部連結
- 互联网电影数据库（IMDb）上《Death Note》的资料（英文）